# Вецци (фарфор)
«Вецци» — марка итальянского фарфора, изготовлявшегося на фарфоровой мануфактуре в Венеции, основанной в 1720 году венецианским патрицием Джованни Вецци при финансовой поддержке отца Франческо. Это была первая фарфоровая мануфактура в Италии, которая просуществовала до 1727 года, и третьей по величине в Европе. До наших дней сохранилось лишь несколько предметов, вероятно, менее 200. Вецци изготавливали фарфор из твёрдой массы. Для производства нанимали мастеров из майсенской и венской мануфактур.
Фабричная марка представляет собой подглазурную надпись «Venezia e Ven.a» синего или других цветов, иногда сопровождаемую характерными гравированными подписями.

## История
Франческо Вецци (1651—1740) был успешным ювелиром. Получив дворянский титул и доступ к патрициату, он, вдохновлённый открытием европейского фарфора в Саксонии, в Майсене, решил финансировать фабрику, основанную его сыном Джованни (род. 1687), который, в свою очередь, в 1721 году пригласил к производству Кристофа Конрада Гунгера, работавшего в Майсене вместе с открывателем европейского фарфора Иоганном Фридрихом Бёттгером. Вероятно и сам Вецци посещал Майсен и Вену.
Однако в 1724 году Гунгер покинул Венецию и в 1727 году вернулся в Майсен. По-видимому, это привело к прекращению поставок из Саксонии каолина, компонента, необходимого для производства настоящего белого фарфора. Фарфор Вецци был уникален по тем временам тем, что Вецци не пользовался государственной поддержкой в отличие от майсенской и венской мануфактур, которые либо принадлежали правителям, либо пользовались государственной поддержкой. Производство Вецци существовало исключительно на коммерческой основе.
Фабрика закрылась в 1727 году под давлением Франческо, напуганного долгами накопленными Джованни. По соглашению между отцом и сыном, Франческо покрыл долги Джованни, и Джованни закрыл производство. Оставшийся товар был передан рабочим в качестве оплаты и обжигался в отдельных печах в течение примерно десяти лет.

## Фарфор Вецци
Мануфактура производила главным образом чайную посуду: чашки, блюдца, чайники, а также тарелки. Многие чашки представляли собой стаканы без ручек, а чайники, которые составляют довольно большую часть сохранившегося фарфора Вецци, часто имеют объёмы, полученные формованием, в том числе с рельефными украшениями. Изделия, как правило, были белыми и полупрозрачными, но часто серели со временем из-за некачественной массы. Формы, как правило, повторяли столовое серебро, были ярко расписаны под влиянием продукции других мануфактур в различных стилях, в том числе «в восточном».

## Галерея
- Стаканы. 1720–1727. Метрополитен-музей, Нью-Йорк
- Ваза с полихромной росписью. Фонд Кверини Стампалья, Венеция
- Чайник с рельефным и расписным декором. 1720–1727. Метрополитен-музей, Нью-Йорк
- Чайник. 1720–1727, Метрополитен-музей, Нью-Йорк.
- Чайник, расписанный изображениями актрис. Ок. 1725, Музей Виктории и Альберта, Лондон
- Тарелка с росписью шинуазри. Ок. 1722